# Токуґава Ієясу
Токуґа́ва Іея́су (яп. 徳川家康, とくがわいえやす, МФА: [tokugawa iejasu̥]; нар. 31 січня 1543 — пом. 22 травня 1616) — один із головних військово-політичних лідерів Японії епохи «країн, що воюють». Патріарх роду Токуґава. Засновник і перший сьогун сьогунату Едо.

## Імена
Токуґава Ієясу відомий також під іменами:
- Мацудайра Такетійо (松平竹千代) — дитяче ім'я;
- Мацудайра Мотонобу (松平元信) — ім'я, отримане після церемонії повноліття у 1556 році;
- Мацудайра Мотоясу (松平元康) — ім'я, надане сюзереном Імаґавою Йосімото;
- Мацудайра Ієясу (松平家康) — ім'я, прийняте на знак унезалежнення від роду Імаґава у 1562 році;
- Токуґава Ієясу (徳川家康) — ім'я, прийняте у 1567 році;
- Тосьо-дайґонґен (東照大権現) — посмертне божественне ім'я «Великий бог-спаситель, що осяяв Схід»

## Короткі відомості

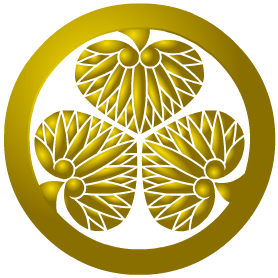
Емблема мон роду Токуґава — «три листки мальви».

Токуґава Ієясу народився у 1543 році, у невеликому самурайському роді Мацудайра, який володів частиною земель провінції Мікава (суч. префектура Айті). Своє дитинство він провів політичним заручником у сусідніх правителів, які використовували слабких Мацудайра у своїх політичних іграх. Після битви при Окехадзама (1560) Ієясу повстав проти сюзерена, роду Імаґава й уклав союз з його ворогом — Одою Нобунаґою (1562).
У 1560—1580-х роках Токуґаві вдалося розширити свої володіння на схід до провінції Суруґа (суч. префектура Сідзуока) і створити потужну військово-економічну базу для реалізації плану об'єднання «Піднебесної». Після смерті Оди Нобунаґи у (1582), Ієясу вступив у боротьбу за його спадщину, однак програв її Тойотомі Хідейосі і визнав себе васалом останнього (1586). Родові землі Токуґави були конфісковані в заміну на нові, у регіоні Канто з центром у замку Едо (суч. Токіо).
Після кончини Тойотомі Хідейосі, Ієясу скористався внутрішніми чварами у його роді. Він очолив радикальне військове угрупування васалів Тойотомі, і у битві при Секіґахара (1600) ліквідував «мозковий центр» ворожої родини — адміністраторів і цивільних чиновників на чолі з Ісідою Міцунарі. У двох осацьких кампаніях (1614, 1615) Токуґаві вдалося остаточно ліквідувати Тойотомі та об'єднати країну.
У 1603 році Ієясу отримав титул сьоґуна і заснував третій самурайський уряд — сьоґунат у місті Едо, який проіснував в Японії до 1868 року. Дарувавши японцям довгоочікувані мир і стабільність, Токуґава помер у 1616 році.

## Молоді роки
Токуґава Ієясу народився 31 січня 1543 року (11 року Тенбун) о четвертій годині ранку у замку Окадзакі. Його батько, Мацудайра Хіротада, був восьмим головою роду Мацудайра і володарем провінції Мікава (суч. префектура Айті).
Землі цього роду були затиснуті між володіннями агресивних сусідів, які постійно воювали один з одним, тому у роді Мацудайра не вщухали суперечки стосовного обрання союзника. Частина васалів прагнула бути разом із західним сусідом Одою Нобухіде, а інша частина — ратувала за приєднання до Імаґави Йосімото на сході. Свого часу, дідусь малолітнього Ієясу, Мацудайра Кійоясу (1511—1536) став жертвою цих сварок і був зарізаний власними слугами за намагання зблизитися з родиною Ода. Його наступник, батько новонародженого, був обережнішим і дослухався волі більшості, яка симпатизувала Імаґаві. Мати Ієясу походила з роду, який традиційно підтримував західних сусідів, тому коли у 1545 році більшість васалів Мацудайра висловились за підтримку східних правителів, її було вигнано з резиденції.
У 1548 році армія Оди напала на землі роду Мацудайра і той попрохав військової допомоги у Імаґави Йосімото. Останній погодився за умови видачі малолітнього Ієясу заручником до своєї цитаделі. Така дія означала б визнання родом-прохачем протекторату Імаґави. Виходу не було і Мацудайра погодились. Однак Ода Нобухіде довідався про наміри противника і викрав шестирічного Ієясу за допомогою своїх агентів. Ода планував посварити Мацудайра і Імаґаву. Проте батько малолітнього заручника вирішив пожертвувати своїм сином заради власної безпеки. Задум Нобухіде провалився. Але він вирішив використати Ієясу пізніше і заточив його у монастир Мансьодзі в місті Наґоя, де протримав три роки. За цей час майбутній сьоґун затоваришував із сином свого викрадача, Одою Нобунаґою.
У 1549 році загинув Мацудайра Хіротада, батько Ієясу. Його зарізав власний охоронець. Мацудайра опинилися без голови. Їх протектор, Імаґава Йосімото, надіслав до їхньої резиденції свого генерала, якого призначив тамтешнім каштеляном. Той обіцяв вирвати Ієясу у Оди і поставити його новим головою роду. Така нагода представилась за три роки, коли Ода Нобухіде сконав від моровиці, а його рід захлеснули внутрішні чвари. Війська Імаґави узяли штурмом прикордонний ворожий замок, у якому захопили живцем сина покійного Нобухіде, Оду Нобухіро. Противники домовилися обміняти останнього на дев'ятирічного Ієясу. Васали родини Мацудайра були надзвичайно раді поверненню нового господаря, однак Імаґава Йосімото обманув їхні очікування, забравши Ієясу до своєї цитаделі у місті Сунпу. Фактично той знову став політичним заручником.
Під час перебування Ієясу у Сунпу, Імаґава планували перетворити його на вірного васала, ліквідувавши формальну автономію його володінь. 1556 року Йосімото став його названим батьком, провівши церемонію повноліття для молодого заручника. Ієясу отримав ім'я Мацудайра Дзіро Мотонобу. Наступного року його фактичний сюзерен змусив одружитися його на своїй племінниці і дарував йому нове ім'я Мотоясу. Ще через рік, Імаґава доручив Ієясу війська, з якими він успішно виграв свою першу битву, захопивши замок Терабе на західному кордоні.
Роки перебування майбутнього сьоґуна у Сунпу не були «періодом страждань і туги». Хоча він потрапив туди як заручник, Імаґава ставились до нього як до члена родини. Ієясу отримав найкращу за тогочасними мірками освіту від стратега Охари Юсая, і став, завдяки шлюбу, родичем Йосімото.

## В союзі з Одою Нобунаґою
У 1560 році (3 році Ейроку) Імаґава Йосімото рушив із величезною армією на захід і вторгся у землі Оди Нобунаґи. Авангард агресорів складали загони Ієясу. Він захопив ворожий замок Одака і ряд прикордонних фортів, у яких розмістив свої сили. Ієясу очікував подальших розпоряджень від головнокомандуючого, але не дочекався. Він отримав термінове повідомлення, що його сюзерен Йосімото загинув від блискавичної атаки гвардійців Оди у битві при Окехадзама.
Ця смерть стала приводом для Ієясу проголосити незалежність. Йому вдалося безпечно вивести із Сунпу свою дружину і сина та захопити родовий замок Окадзакі. 1561 року Ієясу відкрито виступив проти Імаґава, узявши штурмом один з їхніх фортів. Наступного, 1562 року (5 року Ейроку) він уклав союз із Ода Нобунаґою, за яким обіцяв воювати з ворогами на сході. Ще через рік, на знак повного розриву з родиною Імаґава, він змінив своє ім'я на Мацудайра Ієясу.
Першочерговим завданням для Ієясу стало створення власної адміністрації та відбудова економіки у провінції Мікава (суч. префектура Айті). Однак йому на заваді стали буддистські общини, які не захотіли визнавати його владу. Війна з ними тривала з 1564 по 1566 роки і закінчилася повною перемогою Ієясу. Об'єднавши землі провінції, він отримав від імператорського двору титул Мікава но камі (Оборонець Мікави) і змінив своє прізвище на Токуґава, нащадків стародавнього роду Мінамото.
У 1568 році (11 році Ейроку) Ієясу уклав союз із північно-східним сусідом, родом Такеда, проти родини Імаґава. Того ж року він взяв участь у поході Оди Нобунаґи на Кіото, допомігши Асікаґа Йосіакі зайняти посаду сьоґуна.
У 1570 році (1 році Ґенкі) Токуґава спромігся захопити більшу частину провінції Тотомі (суч. префектура Сідзуока), яка належала роду Імаґава. Останній капітулював перед переможцем і зник з японської політичної карти. Токуґава переніс до нових володінь свою резиденцію, збудувавши замок у місці Хамамацу. Попри внутрішні проблеми, він особисто разом із двома третинами наявного війська вирушив на допомогу Ода Нобуназі і переміг сили Асакура й Адзаї у битві при Анеґава.

### Війна з родом Такеда
До 1569 року (11 року Ейроку) Ієясу перебував у союзницьких відносинах з головою роду Такеда, Такедою Сінґеном. Вони спільно розділили володіння роду Імаґава. Провінція Тотомі (західна частина суч. префектури Сідзуока) відійшла до Ієясу, а провінція Суруґа (східна частина суч. префектури Сідзуока) — Сінґену. Однак Такеда виношували плани захопити Кіото. Існування роду Токуґава заважало їм реалізувати цей план, тому було вирішено знищити його. Того ж самого року, заручившись військовою підтримкою сусідів на сході, армія Такеда вторглася у володіння Ієясу.
Перші атаки ворога Ієясу успішно відбив. Однак ситуація на фронті змінилась, коли у жовтні 1572 року (3 року Ґенкі) Такеда Сінґен особисто очолив свої війська. Токуґава попрохав допомоги у союзника Ода Нобунаґи, але той сам був втягнутий у воєнні дії проти родів Адзаї, Асакура та буддистських повстанців, тому вислати підкріплення не зміг. Ієясу довелося протистояти агресору самотужки. Перша битва при Ітіґендзака (13 жовтня), у якій сили нападників здобули перемогу, засвідчила неспроможність Ієясу протистояти злагодженій військовій системі Сінґена, яка славилися на всю тогочасну Японію.

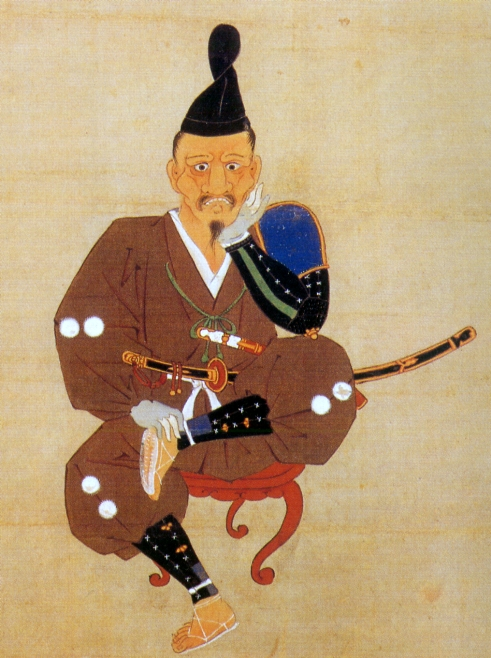
Портрет Токуґави Ієясу, намальований одразу ж після поразки у битві при Мікатаґахара.

Ця поразка засвідчила слабкість Ієясу і дала сигнал місцевій знаті переходити на бік військ Такеди. У грудні пав один із головних замків провінції Тотомі — фортеця Футамата. Бачучи скрутність положення Ієясу, Ода Нобунаґа вислав до нього 3000-й контингент. Однак це не врятувало ситуацію. Війська союзників, які разом нараховували лише 11 тисяч, мусили протистояти 25-тисячній, добре вишколеній армії Такеди Сінґена. Останній захоплював один за одним форти й укріплення Ієясу, поступово ізолюючи його резиденцію.
Попри протести генералів контингенту Оди, Токуґава вирішив дати військам агресора останній бій. 25 січня 1573 року він вивів свої загони у тил ворога і атакував його. Почалася знаменита битва на рівнині Мікатаґахара. Війська Такеди Сінґена вдали що відступають, однак, коли армія противника наблизилася, вдарили по ній з усієї сили. Бій закінчився нищівною поразкою військ Ієясу. Той ледве вирвався з кола оточення, повернувшись до свого замку-резиденції із залишками своїх військ.
Проте, як згадують тогочасні хроніки, «Небеса не полишили Токуґаву». Його головний ворог, Такеда Сінґен, захопивши у лютому 1573 року (4 року Ґенкі) замок Нода, раптово захворів. З цієї причини війська Такеди полишили володіння Ієясу і повернулися додому. У дорозі їхній тяжкохворий головнокомандувач сконав. Аби переконатися в тому, що Такеда Сінґен помер, у травні того ж року Ієясу штурмував ряд фортів і замків, які захопив противник у його володіннях. Зважаючи на те, що сили ворога ніяк не зреагували на випади Токуґави, більшість місцевих володарів, які ще вчора переходили на бік Такеди, поспіхом визнали свою залежність від Ієясу.
Однак у травні 1574 року (2 року Тенсьо) новий лідер роду Такеда, Такеда Кацуйорі, вирішив реалізувати плани покійного батька по захопленню столиці Кіото. Він вторгся з 15-тисячною армією у володіння Токуґави і спромігся захопити високогірний замок Такатендзіндзьо. Через рік проти нього виступили об'єднані 30-тисячні сили Оди Нобунаґи і Токуґави Ієясу. 29 червня 1575 року (3 року Тенсьо) у битві при Наґашіно війська союзників наголову розгромили армію роду Такеди. Ворог втратив багатьох визначних полководців і багато живої сили. Ієясу знову повернув собі владу над втраченими володіннями. Знищення роду Такеди стало справою часу.
У 1579 році (7 році Тенсьо), за наказом Оди Нобунаґи, Ієясу скарав на смерть свою дружину і старшого сина за підозрою у змові проти нього і укладанні таємного договору з родом Такеда. У березні 1581 року він повернув собі замок Такатендзіндзьо.
У лютому 1582 році розпочалась повномасштабна кампанія військ Оди і Токуґави проти роду Такеда. Ієясу відповідав за завоювання провінції Суруґа. Ворог, фінанси якого були підірвані частими походами, а найкращі генерали були вбиті у битві при Наґашіно, не мав сил протистояти наступаючим союзникам. Багато вельмож без бою переходили на бік Ієясу. Через місяць після початку кампанії, Такеда Кацуйорі з дружинами і дітьми вчинили сеппуку, поклавши край існуванню роду Такеда. За свої подвиги Ієясу отримав від Оди Нобунаґи провінцію Суруґа.

## Інцидент у храмі Хоннодзі
У травні 1582 року (10 року Тенсьо) Ієясу відвідав резиденцію Оди Нобунаґи — розкішний замок Адзуті. Однак уже наступного місяця, коли Токуґава оглядав портове місто Сакаї, один із найбільших японських торгових центрів того часу, він дізнався про загибель Нобунаґи у кіотському храмі Хоннодзі від руки васала Акеті Міцухіде. Останній одразу розпочав полювання за Ієясу, через те що той був союзником Оди і міг підняти війська проти заколотників. Для Акеті це була гарна нагода, оскільки Ієясу знаходився дуже далеко від своїх володінь. Вислизнути з небезпеки Токуґаві допомогли загони ніндзя з провінції Іґа (суч. префектура Міє), які провели його таємними гірськими ходами до його володінь у Мікава (суч. префектура Айті). Повернувшись, Ієясу планував зібрати війська, щоб розбити Акеті Міцухіде і стати фактичним спадкоємцем Оди Нобунаґи. Однак його випередив Хасіба Хідейосі, який блискавично вивів експедиційні війська роду Ода з регіону Тюґоку і у битві при Ямадзакі розтрощив заколотників.
Між тим, зі смертю Нобунаґи у 1582 році, у завойованих ним володіннях роду Такеда почалося повстання місцевої знаті. Адміністрація Оди, яка не поважала тамтешніх звичаїв, була перебита. У провінціях Каї (суч. префектура Яманасі), Сінано (суч. префектура Наґано) і Кодзуке (суч. префектура Ґунма) утворився вакуум влади.
На відміну від васалів Оди, Ієясу зважав на традиції підкорених. Особливо він шанував покійного Такеду Сінґена, попри те, що той був його найзапеклішим ворогом. Завдяки цьому Ієясу залучив на свій бік багатьох генералів і слуг знищеного роду Такеда і отримав привід для «законного повернення земель Такеди» у лоно власних володінь. Він негайно відправив армію для реалізації цього плану.
Однак апетити Ієясу поділяли його сусіди — роди Уесуґі та Ґо-Ходзьо. Вони також відрядили війська до цих трьох провінцій. У результаті декількамісячного конфлікту Ієясу вийшов переможцем. Він захопив більшість земель роду Такеда і став володарем 5 провінцій (Каї, Сінано, Суруґа, Тотомі та Мікава).
Забезпечивши себе новими володіннями та величезним контингентом новобранців, Токуґава почав готуватися до війни з Хасібою Хідейосі.

## Ієясу і Хідейосі

### Війна
У 1583 році (11 році Тенсьо) Хасіба Хідейосі розбив опозиційні сили Сібати Кацуіє і став фактичним спадкоємцем Оди Нобунаґи. Проте залишки роду Ода на чолі з Ода Нобуо не бажали визнавати існуючий стан речей. Вони уклали з Ієясу договір про спільні дії проти «узурпатора» Хідейосі. У березні 1584 року (12 року Тенсьо) війська Хасіби і коаліційні сили Токуґави та Оди зійшлися у провінції Оварі (суч. префектура Айті). Армія першого нараховувала близько 100 тисяч вояків, а загони самураїв коаліції не перевищували 50 тисяч.
Кількісна перевага противника робила перемогу Ієясу ілюзорною. Однак перша ж сутичка 17 березня 1584 року (бій при Хаґуро) засвідчила перевагу сил Токуґави і виявила слабкі місця громіздкої армії його противника. Хасіба Хідейосі був наляканий військовим генієм Ієясу і зупинив наступ своїх полків, зайнявши вичікувальну позицію. Проте вже у квітні терпець Хідейосі урвався і він вислав проти Токуґави 20-тисячний загін під командуванням свого небожа Хасіби Хідецуґу. Але у битві при Комакі-Наґакуте Ієясу спромігся знешкодити ворожу армію і змусити її командира тікати.
Бачучи, що фронтальним наступом Ієясу не здолати, Хасіба Хідейосі вирішив ліквідувати його партнера по коаліції — Оду Нобуо. Останній не зміг опиратися чисельній армії ворога. У листопаді 1584 року Ода підписав із Хідейосі мир, визнавши свою васальну залежність від нього. Оскільки з падінням Оди Нобуо, Ієясу втрачав привід до війни, він уклав перемир'я з противником. Як гарантію миру він надіслав Хідейосі свого онука. Однак Ієясу формально продовжував залишатися незалежним.
У 1585 році (13 році Тенсьо) Хасіба Хідейосі підкорив собі увесь регіон Кінкі та острів Шікоку. Забезпечивши свої тили, він перетворився на велику загрозу для роду Токуґави. В цей час, користуючись конфліктом між Хідейосі та Ієясу, з-під влади останнього вийшли володарі північних районів провінції Сінано (суч. префектура Наґано) — рід Санада. Для заспокоєння непокірних Токуґава вислав військо, яке однак зазнало поразки. Аби посилити свої позиції, Ієясу уклав зі східним сусідом, родом Ґо-Ходзьо, союз. Проте цього разу спалахнула сварка між його васалами. Одні наполягали на боротьбі з Хідейосі, інші — на визнанні його сюзеренітету. Таким чином, Ієясу опинився у дуже скрутному становищі: його землі розпадалися, а підлеглі розпочали внутрішні чвари.
Тим часом, Хасіба Хідейосі продовжував реалізацію плану по підкоренню роду Токуґава. Аби посилити вплив своєї «п'ятої колони», у квітні 1586 року (14 року Тенсьо) він видав заміж за Ієясу свою сестру Асахі. Токуґава прийняв нову дружину, але васалітету не визнав. Тоді Хідейосі відправив у жовтні до Ієясу свою матір заручником, прохаючи визнати свій сюзеренітет.
Врешті-решт, зважаючи на небезпеку ззовні і на загострення внутрішньої боротьби у власному роді, Токуґава вирішив визнати верховенство Хасіби. 26 жовтня 1586 року він прибув до його резиденції в Осаку. Наступного дня на аудієнції у Хідейосі, Ієясу офіційно попрохав прийняти його «під міцну руку роду Хасіба».

### Під владою Тойотомі
У вересні 1587 року (14 року Тенсьо), Хідейосі, який минулого року отримав від імператора аристократичне прізвище Тойотомі, випрохав у двору посаду імператорського радника для Ієясу і віддячив тим самим йому за визнання свого сюзеренітету. Наступного року він обговорив із Токуґавою план кампанії проти володаря регіону Канто — роду Ґо-Ходзьо.
1590 році (18 році Тенсьо) війська Тойотомі Хідейосі й усіх його підконтрольних володарів, включаючи Ієясу, кількістю у 200 тисяч самураїв оточили головну цитадель Ґо-Ходзьо і за декілька місяців облоги узяли її. За наказом Хідейосі новозавойовані землі були передані Токуґаві, у заміну на його старі родові володіння. Хоча прибуток нових земель був вищий за старі, влада Ієясу у них була неміцною — він залишався «чужинцем» для більшості місцевої знаті. Окрім цього, велика частина земель була нерозроблена, а комунікації не розвинені. Попри ці труднощі, Ієясу та його васали спромоглися за короткий термін підняти економіку регіону Канто, відремонтувати транспортні шляхи, спорудити міцні замки і відкрити багато портів міжнародної торгівлі. За десять років було створено потужну соціально-економічну базу, яка у майбутньому забезпечила перемогу Ієясу у боротьбі за об'єднання Піднебесної і стала новим політичним центром Японії.
У 1592 році (1 рік Бунроку) Тойотомі Хідейосі розпочав війну у Кореї. Ієясу був одним із кандидатів до експедиційної армії, але оминув вербування, посилаючись на війну із «залишками самурайських ватаг родини Ґо-Ходзьо». Перед смертю Хідейосі у вересні 1598, він увійшов до опікунської Ради п'яти старійшин при його синові Тойтомі Хідейорі, обіцяючи підтримку роду Тойотомі після кончини свого сюзерена.

## Битва при Секіґахара
18 вересня 1598 року помер Тойотомі Хідейосі. Його п'ятирічний син Хідейорі став формальним правителем країни, якою фактично правила замість нього опікунська рада п'яти старійшин та рада п'яти управителів. Ієясу був найвпливовішим членом ради старійшин, і не забарився скористатися слабкістю роду Тойотомі. Токуґава уклав союзи із володарями, які були налаштовані проти Хідейосі за його життя, і готувався до війни.
Будучи васалом роду Тойотомі, Ієясу виступав від його імені, збираючи невдоволених самураїв покійного сюзерена. До нього приєдналися так звана «група мілітаристів» цього роду, представники якої не розумілися на політиці і господарюванні, але жили за рахунок війни. Їм протистояла «група цивільних» на чолі з видатним адміністратором і головою ради п'яти управителів Ісідою Міцунарі. Конфлікт виглядав як суперечка між васалами роду Тойотомі, але де-факто був протистоянням Токуґави Ієясу, який прагнув захопити Японію у свої руки, та Ісіди Міцунарі, котрий прагнув зберегти владу в країні для Тойотомі Хідейорі.
Прибічники Ієясу сформували так звану «східну коаліцію», а оборонці Ісіди — «західну». Перші були переважно володарями східно-японських земель, в той час як другі панували на Заході Японії.
У 1599 році (4 році Кейтьо) помер Маеда Тосіїє, єдиний член Ради опікунів, який міг протистояти Ієясу відкрито. Це розв'язало руки Токуґаві і він оголосив, що збирається покарати непокірних роду Тойотомі. У червні 1600 року (5 року Кейтьо) Ієясу розбив ворожий рід Уесуґі та рушив на Кіото.
21 жовтня 1600 року армії Токуґави та Ісіди зустрілись на вузькому полі Секіґахара. Сили «східної коаліції» нараховували близько 100 тисяч самураїв, у той час як війська «західної» складалися лише з 80 тисяч. Початок битви при Секіґахара ознаменувався перевагою загонів «західників». Зокрема, завзято билися загони японських християн під командуванням Конісі Юкінаґи. Однак хід битви на користь Ієясу змінило зрадництво. Генерал Кобаякава Хідеакі, якому Токуґава наобіцяв нові землі і титули, врізався з флангу у штаб Ісіди Міцунарі і змусив війська «західної коаліції» тікати з поля бою.
Битва закінчилась повною перемогою Ієясу. Ісіду Міцунарі разом з його генералами було захоплено у полон і страчено. «Західна коаліція» припинила існування. Токуґава Ієясу став фактичним володарем Піднебесної.
Після перемоги Ієясу одразу ж перерозподілив наново землі переможених ним володарів. Найбільші частини отримав сам Токуґава і його безпосередні слуги. Другими після них були васали Тойотомі, які примкнули до його сил напередодні битви при Секіґахара. На останньому за кількістю земель місці були рід Тойотомі, васалом якого Ієясу поки що залишався, рід Морі та рід Сімадзу. Показовим було те, що Кобаякава Хідеакі, який вирішив долю битви, нагороджений не був. Ієясу не хотів заохочувати зрадництво.

## Створення сьоґунату
Після перемоги у битві при Секіґахара, у 1603 році (8 році Кейтьо) 60-річний Ієясу отримав від імператора титул «Великого сьоґуна завойовника варварів». Він створив новий самурайський уряд — сьоґунат у місті Едо (суч. Токіо). Це був третій і останній сьоґунат після аналогічних, які були створені родами Мінамото і Асікаґа. Панування нового уряду тривало понад 250 років.
У 1605 році (10 році Кейтьо) Ієясу передав титул сьоґуна своєму синові Токуґаві Хідетаді. Цим він хотів уникнути проблеми спадкоємства і ослаблення роду, які знищили досягнення його попередників — Оди Нобунаґи і Тойотомі Хідейосі. Всі важелі влади Ієясу продовжував тримати у своїх руках.
У 1607 році (12 році Кейтьо) Ієясу переніс свою резиденцію до міста своєї молодості Сунпу, залишивши свого сина в Едоському замку. Саме там відставний сьоґун займався створенням урядової системи, яка б гарантувала довговічність його сьоґунату.
У 1611 році (16 році Кейтьо) Токугава відвідав коронацію імператора Ґо-Мідзуно'о у місті Кіото. Під час цього візиту Ієясу змусив свого формального сюзерена, Тойотомі Хідейорі, прибути до нього у столицю. У японському тогочасному суспільстві особи вищі за соціальним статусом не відвідували нижчих. Тому відвідини Ієясу сюзереном Хідейорі тлумачилися середньовічними японцями як неформальне визнання родом Тойотомі влади сьоґуна як вищої.
За два роки поспіль, 1613 року (18 року Кейтьо), Ієясу обмежив права столичних аристократів куґе та імператорського двору, які до цього моменту часто втручалися у японську політику, натравлюючи самурайські роди один на одного.
У 1615 році (1 році Ґенна) Токугава видав «Заборони самурайським родам», у яких заклав основи існування військової страти Японії на подальші десятиліття. Самураї були перетворені з вояків-землевласників на безземельних міських чиновників.

### Політика щодо Європи
На відміну від Оди Нобунаґи, який підтримував стосунки з Португалією та Іспанією, а також сприяв поширенню католицтва у Японії, Токугава віддавав перевагу відносинам з протестантськими Нідерландами. З 1605 року консультантом Ієясу у питаннях європейської політики став англійський моряк і голландський агент Вільям Адамс. Завдяки порадам останнього, сьоґуни Токугава почали проводити політику винищення християнства у країні, яка призвела до закриття Японії для Заходу. Монополію мати стосунки і торгувати з японцями отримали лише голландці. 1614 року Ієясу видав указ, який заборонив перебування «білих» іноземців і християн у його країні. Почались репресії і масові показові розп'яття віруючих. Невелика група християн втекла на іспанські Філіппіни, а більша частина була силою обернена у буддизм.

## Знищення роду Тойотомі

Облога Осацького замку у 1615 році. Васал Ієясу, Хонда Тадамото, б'ється в авангарді.(фрагмент ширми «Літня Осацька кампанія», XVII століття, музей «Осацький Замок»)

Для Ієясу існування роду Тойотомі залишалося перепоною на шляху об'єднання Японії. Цей рід залишався формальним головою самого сьоґуна, а також продовжував мати багато впливових васалів. Після смерті Ієясу, Тойотомі мали всі шанси відновити свої сили і повернути собі владу у країні. Аби цього не сталося, необхідно було ослабити рід противника або навіть назавжди позбутися його.
Ієясу виснажив скарбницю роду Тойотомі різноманітними будівельними проєктами, які він здійснював від імені свого сюзерена, Тойотомі Хідейорі, і за його рахунок. Особливо на руку Токуґаві зіграла смерть трьох старійшин ворожого роду у 1611 році (18 році Кейтьо). З настанням 1614 року (19 року Кейтьо) Ієясу вирішив остаточно ліквідувати рід Тойотомі і почав реалізацію цього плану.
Приводом для конфлікту між Токуґавою і Тойотомі стали написи на дзвонах храму Хокодзі, який був відновлений коштом Тойотомі Хідейорі. Ці написи, хоча і не містили негативних висловів стосовно Ієясу, були розтлумачені ним як прокляття на його адресу. Токуґаву підтримали залежні від нього кіотські вчені монахи, які підтвердили його безпідставне тлумачення і звинуватили рід Тойотомі в усіх гріхах.
Спроби роду Тойотомі пояснити істинне значення написів провалились. Ієясу не бажав зустрічатися з посланцями. Боячись розправи, Тойотомі Хідейорі почав збирати до своєї резиденції-замку в Осаці самураїв-ронінів з усієї Японії. Ієясу лише цього і чекав. Розцінивши дії роду Тойотомі як ворожі, він оголосив йому війну.

### Зимова Осацька кампанія
У листопаді 1614 року (19 року Кейтьо) Ієясу розпочав облогу Осацького замку — головної цитаделі роду Тойотомі. Військо Ієясу нараховувало понад 200 тисяч чоловік. Замок не штурмували, а вели локальні бої за форти, прилеглі до нього. Фронтальна атака на Тойотомі означала б самогубство, оскільки замок Осаки славився своєю важкоприступністю.
У більшості сутичок сили Ієясу виходили переможцями, завдяки своїй чисельній перевазі. Виняток становили бої за Санадівський редут, який обороняв генерал противника Санада Юкімура, при якому загони Токуґави були розбиті.
Настав грудень, а замок залишався у руках ворога. Ієясу вирішив застосувати важку артилерію і декілька днів обстрілював головну башту замку. Наляканий гарматами Тойотомі Хідейорі відправив посольство з пропозиціями миру. Аби виторгувати кращі умови, Ієясу продовжував обстрілювати позиції противника під час самих переговорів. Обидві сторони домовились припинити бойові дії і укласти мир за умови руйнування більшої частини укріплень Осацького замку та розпуску військ. На січень 1615 року (20 рік Кейтьо) головна цитадель Тойотомі перетворилася на незахищену фортецю.

### Літня Осацька кампанія
Зрозумівши, що ліквідація укріплень Осацького замку — це прямий шлях до знищення власного роду, Тойотомі почали їх відбудовувати. Ієясу дізнався про це і поставив їм ультиматум: припинити відбудову замку, розпустити ватаги ронінів та залишити замок у Осаці в обмін на той, який укаже сьоґун. Звичайно ж, Тойотомі Хідейорі не погодився і Токуґава вдруге оголосив йому війну.
Ієясу знову підійшов до Осацького замку. Тепер це вже була не славетна цитадель, а невелика фортеця. Рід Тойотомі, який втратив вигідні позиції з ліквідацією укріплень, вирішив не оборонятися, а наступати. Однак найкращі генерали Тойотомі Хідейорі один за одним загинули під час атак. Серед них був і Санада Юкімура, який врізався у штаб Ієясу, повалив його прапори та хоругви, але загинув під списами ворожих гвардійців. Бачучи безвихідність положення, Тойотомі Хідейорі і його мати пані Йодо вчинили ритуальне самогубство сеппуку. Фортеця пала, а рід Тойотомі припинив своє існування.

## Смерть

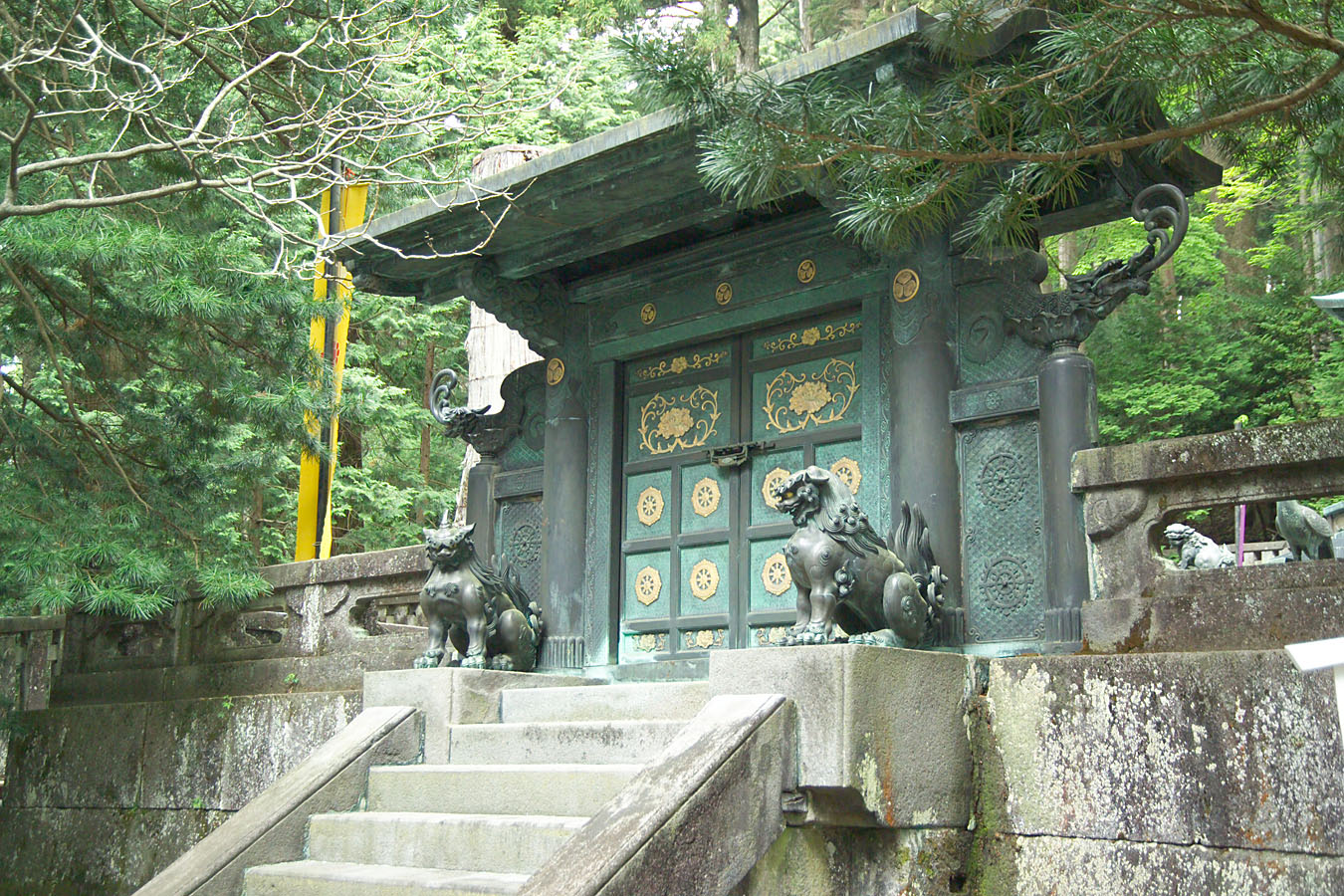
Ворота гробниці Токуґави Ієясу у синтоїстському святилищі Тосьо.

Ставши повновладним і єдиним правителем Японії, Ієясу був нагороджений імператором посадою головного міністра країни дайдзьо-дайдзін у 1616 році (1 році Ґенна). Однак за декілька місяців після цього він тяжко захворів. Причини хвороби точно невідомі. Серед головних згадуються харчове отруєння і венеричні хвороби. Токуґава любив добре поїсти і провести час із жінками, тому не дивно, що здоров'я літнього сьоґуна у відставці не витримало надмірних навантажень.
22 травня 1616 року, о 10 годині ранку, 75-річний Ієясу помер у замку Сунпу. «Першого сьоґуна» поховали у святилищі Тосьо. Йому було надане посмертне ім'я Тосьодайґонґен (東照大権現 «Великий бог-спаситель, що осяяв Схід») і зараховано до японських божеств камі.